# 藤沢道郎
藤澤 道郎（ふじさわ みちお、1933年4月14日 - 2001年9月30日）は、日本のイタリア史学者。専門はイタリア史、イタリア文学。
京都府京都市生まれ。1957年、京都大学文学部イタリア語学イタリア文学専攻卒業。1962年、同大学大学院文学研究科言語学専攻博士課程単位取得満期退学。1967年桃山学院大学専任講師、1969年同助教授、1975年同教授。2000年、選択定年により定年退職、名誉教授。
当初はマルクス主義者として、アントニオ・グラムシの翻訳研究などをしていたが、ルネッサンス期イタリア史研究に転じた。『マキァヴェッリ全集』（共編訳、筑摩書房、1999－2001）によりピーコ・デッラ・ミランドラ賞を受賞した。

## 著書
- 『イタリア・マルクス主義研究』現代の理論社、1976
- 『アントニオ・グラムシ イタリア共産党の思想的源流』すくらむ社、1979
- 『ファシズムの誕生 ムッソリーニのローマ進軍』中央公論社、1987
- 『物語イタリアの歴史 解体から統一まで』中公新書、1991
- 『メディチ家はなぜ栄えたか』講談社選書メチエ、2001
- 『物語イタリアの歴史 II 皇帝ハドリアヌスから画家カラヴァッジョまで』中公新書、2004

## 翻訳
- 『グラムシ選集』第1 西川一郎・中村丈夫共訳 合同出版社、1961
- 『コミンテルン史論』パルミロ・トリアッティ 石堂清倫共訳 青木文庫、1961
- 『マルクス主義試論』A.バンフイ 合同出版社、1962
- 『グラムシ選集』第4 合同出版社、1963
- 『グラムシ選集』第6 合同出版、1965
- 『グラムシの生涯』ジウゼッペ・フィオーリ 平凡社選書、1972
- 『ファシズム論』レンツォ・デ・フェリーチェ 本川誠二共訳 平凡社、1973
- 『イタリア文学史2』 フランチェスコ・デ・サンクティス 在里寛司共訳 現代思潮社、1973
- 『ローマの歴史』I.モンタネッリ 中央公論社、1976／中公文庫 1979（新版1996）
- 『ルネサンスの歴史』（上下） モンタネッリ/ロベルト・ジェルヴァーゾ、中央公論社、1981-82／中公文庫 1985（新版2016）
- 『マキァヴェッリ全集』5・6・別巻 筑摩書房、1999-2002